# Tutxètia

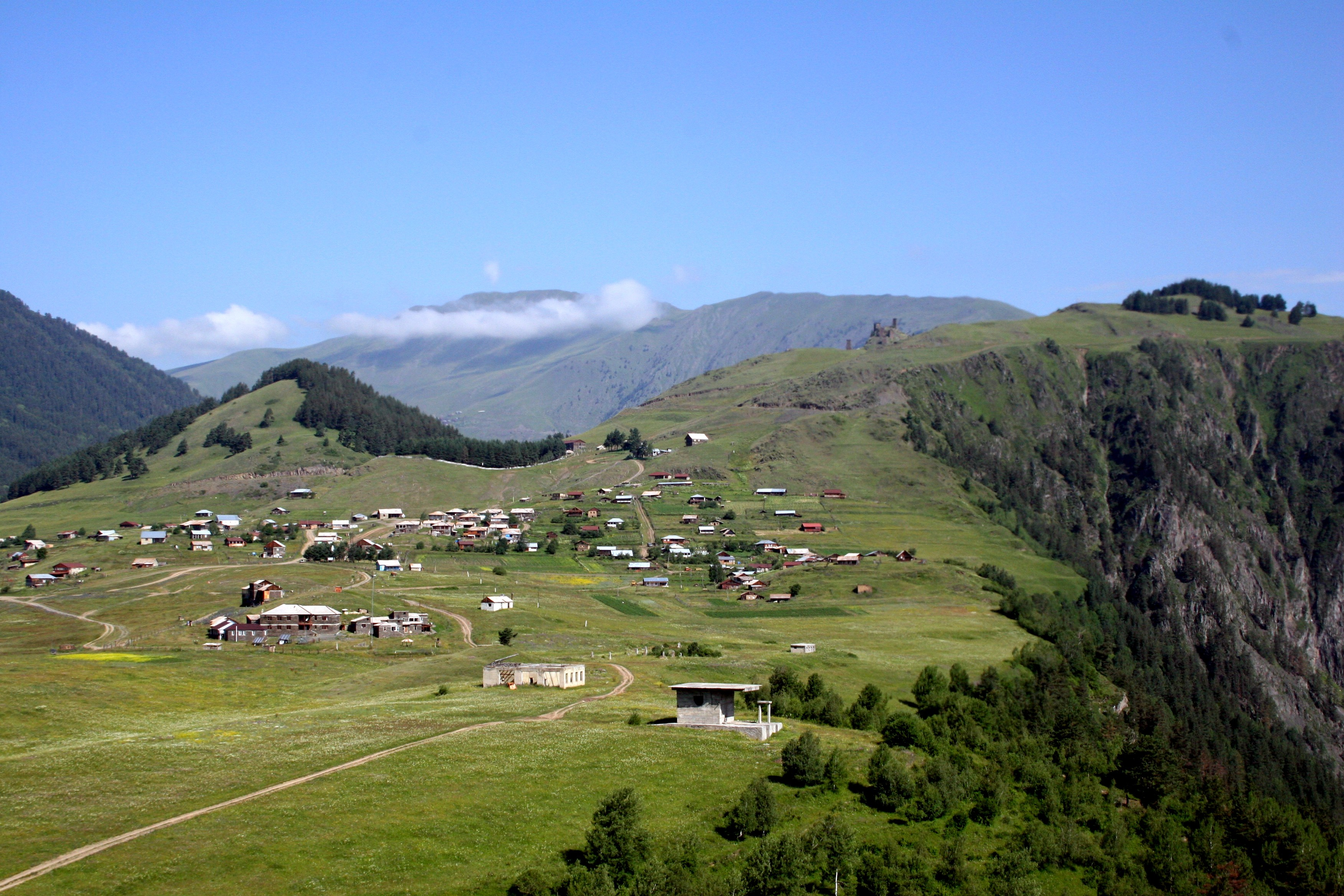
Omalo, Tusheti

La Tutxètia o Tuixètia (georgià: თუშეთი, Túixeti) és una regió històrica de Geòrgia, al nord-est del país. En aquesta regió neix el riu Alazani.
La població més important és Omalo. Actualment forma part de la regió administrativa (mkhare) de Kakhètia.